# Corrine Brown
Corrine Brown (Jacksonville, 11 novembre 1946) è una politica statunitense, membro della Camera dei Rappresentanti per lo stato della Florida dal 1993 al 2017.

## Biografia
Favorevole alla depenalizzazione delle droghe leggere, la Brown è fortemente sostenuta da leader religiosi e dall'industria dello zucchero.
Nel 2004 fecero scalpore alcune sue dichiarazioni riguardo ai collaboratori del Presidente Bush, da lei definiti razzisti.
Nel 1998 inoltre le fu presentata una denuncia etica per via di sua figlia Shantrel, impiegata dell'EPA: la ragazza infatti aveva ricevuto in dono un'automobile da parte del milionario Foutanga Sissoko, amico di sua madre accusato di corruzione, per il quale la deputata aveva chiesto la scarcerazione.